# Умершие в сентябре 1996 года
Это список известных людей, соответствующих установленным критериям значимости (см. Википедия:Критерии значимости персоналий), умерших в сентябре 1996 года.
Причина смерти указывается лишь в исключительных случаях (убийство, самоубийство, гибель в результате военных действий, смертная казнь, ДТП или несчастные случаи). В остальных случаях — не указывается.
- 1 сентября — Люба Велич (83) — болгарская и австрийская оперная певица и актриса.
- 1 сентября — Карл Керле (98) — британский пчеловод, бенедиктинский монах.
- 2 сентября — Александр Маркин (46) — советский футболист, нападающий, Мастер спорта (с 1976); погиб в пожаре.
- 2 сентября — Альдо Монтано (85) — итальянский фехтовальщик.
- 3 сентября — Вениамин Баснер (71) — российский, советский композитор.
- 3 сентября — Юрий Курносов (72) — советский и украинский историк, доктор исторических наук.
- 3 сентября — Эмили Кнгваррейе — австралийская художница.
- 4 сентября — Николай Саков (72) — Герой Советского Союза.
- 5 сентября — Владимир Мотуз (72) — Полный кавалер ордена Славы.
- 5 сентября — Евгений Степанов (85) — Герой Советского Союза.
- 6 сентября — Барни Маккоски (79) — американский бейсболист.
- 6 сентября — Михаил Тихонов (71) — Герой Советского Союза.
- 6 сентября — Пётр Чиянев (77) — Герой Советского Союза.
- 7 сентября — Биби Беш (56) — американская актриса, дважды номинант на «Эмми».
- 7 сентября — Вячеслав Соловьёв (71) — советский футболист (нападающий, полузащитник) и футбольный тренер.
- 8 сентября — Семён Аранович (62) — советский и российский кинорежиссёр, народный артист России (1994).
- 8 сентября — Афанасий Барабаш (88) — Герой Советского Союза.
- 8 сентября — Владимир Зашквара (68) — советский и казахский физик, доктор физико-математических наук, лауреат Государственной премии Казахстана, заведующий лабораторией Физико-технического института АН Казахстана.
- 8 сентября — Дмитрий Кравцов (79) — Герой Советского Союза.
- 9 сентября — Юрий Толчёнов (67) — советский инженер, учёный, специалист в области электровакуумного приборостроения, лауреат Государственной премии СССР.
- 10 сентября — Латифа аль-Зайят (73) — египетская общественная активистка и писательница.
- 10 сентября — Евгений Львов (76/77) — советский электромеханик, доктор технических наук, профессор МЭИ.
- 10 сентября — Мария Щербак (70) — участница Великой Отечественной войны.
- 11 сентября — Гуидо Аристарко (77) — итальянский сценарист и кинокритик.
- 11 сентября — Коити Оита (82) — японский футболист.
- 12 сентября — Николай Авхимович (89) — советский и белорусский государственный и партийный деятель.
- 13 сентября — Йон Ворбюе (55) — датский футболист.
- 13 сентября — Виктор Ворошильский (69) — польский поэт, прозаик и переводчик.
- 13 сентября — Тупак Амару Шакур (25) — американский актёр, рэпер.
- 14 сентября — Пётр Шевелёв (85) — Герой Советского Союза.
- 15 сентября — Фёдор Палий (80) — Герой Советского Союза.
- 16 сентября — Карл Дрёзе (82) — немецкий хоккеист на траве.
- 16 сентября — Кай Лаурсен (72) — датский скрипач.
- 16 сентября — Джин Нельсон (76) — американский актёр, танцор и режиссёр.
- 16 сентября — Александр Шеленков (92) — советский кинооператор.
- 17 сентября — Спиро Агню (77) — вице-президент США от Республиканской партии с 1969 по 1973, в администрации Ричарда Никсона.
- 18 сентября — Аннабелла (89) — французская актриса.
- 18 сентября — Ристо Ничевский (51) — югославский шахматист.
- 18 сентября — Павел Улицкий (73) — Герой Советского Союза.
- 19 сентября — Григорий Поздняков (84) — Полный кавалер ордена Славы.
- 20 сентября — Рубен Каманга (67) — замбийский государственный и политический деятель, вице-президент Замбии (1964—1967).
- 21 сентября — Иван Ванин (72) — Герой Советского Союза.
- 22 сентября — Марко Валок (69) — югославский футболист и тренер.
- 22 сентября — Алексей Кохановский (81) — Полный кавалер ордена Славы.
- 22 сентября — Александр Мосолов (85) — Герой Советского Союза.
- 22 сентября — Дмитрий Потапов (84) — Герой Советского Союза.
- 23 сентября — Иван Витковский (81) — подполковник Советской Армии, участник Великой Отечественной войны, Герой Советского Союза.
- 23 сентября — Франтишек Раух (86) — чешский пианист.
- 23 сентября — Карой Карпати (90) — венгерский борец.
- 24 сентября — Павел Судоплатов (89) — советский разведчик, сотрудник ОГПУ (позже НКВД-НКГБ).
- 25 сентября — Александр Бабушкин (75) — участник Великой Отечественной войны, Герой Советского Союза.
- 25 сентября — Валентин Шапиро (74) — участник Великой Отечественной войны, Герой Советского Союза.
- 26 сентября — Василий Захаров (80) — участник Великой Отечественной войны, Герой Советского Союза.
- 26 сентября — Алексей Красилов (75) — участник Великой Отечественной войны, Герой Советского Союза.
- 27 сентября — Юрий Барабаш (сценический псевдоним Петлюра, 22) — автор-исполнитель русского шансона; автокатастрофа.
- 27 сентября — Игорь Будай (33) — капитан Вооружённых Сил Российской Федерации, Герой Российской Федерации.
- 27 сентября — Алексей Машков (75) — участник Великой Отечественной войны, Герой Советского Союза.
- 27 сентября — Мухаммед Наджибулла (49) — афганский государственный и политический деятель, генеральный секретарь Народно-демократической партии Афганистана и президент ДРА с 1986 по 1992; казнён вместе со своим братом.
- 27 сентября — Валерий Стовба (30) — капитан Вооружённых Сил Российской Федерации, участник Афганской войны и войны в Таджикистане, Герой Российской Федерации.
- 28 сентября — Марк Вольпин (73) — советский химик.
- 28 сентября — Август Маус (81) — немецкий подводник, кавалер Рыцарского креста Железного креста.
- 29 сентября — Ерванд Симонян (84) — советский армянский учёный.
- 30 сентября — Евгений Морозов — Герой Советского Союза.
- 30 сентября — Павел Парак (83) — чехословацкий гребец.
- 30 сентября — Василий Супрун (83) — Герой Советского Союза.
- 30 сентября — Валентина Токарская (90) — советская, российская актриса, звезда Московского мюзик-холла и Театра сатиры, народная артистка России.